# Tmesisternus hieroglyphicus
Tmesisternus hieroglyphicus là một loài bọ cánh cứng trong họ Cerambycidae.